# 春木村
春木村（はるきむら）は、かつて愛知県愛知郡にあった村。現在の愛知郡東郷町の南部にあたる。

## 歴史
江戸時代まで春木村域には傍示本村、祐福寺村、部田村の3村が存在した。
荘園制の下では後の春木村域は鳴海荘に属したとされる。
幕末時点では尾張藩領であり、明治4年の廃藩置県により名古屋県、その後の府県統合と改称によって愛知県に所属し、現在に至る。
1878年（明治11年）に傍示本村、祐福寺村、部田村の3村が合併して春木村となった。村の名称は、傍示本村と部田村の氏神である春日神と祐福寺村の氏神である木花之佐久夜毘売の頭字を採ったものである。同1878年、郡区町村編制法の施行により戸長役場が設けられた。1982年（明治15年）、春木村と諸輪村、和合村の3村で戸長役場を設ける形に変更した。戸長役場の所在地は春木村字仲田。
1889年（明治22年）の町村制施行の際、春木村は従来の区域のままととされた。一方で諸輪村と和合村は合併して諸和村となり、別に村役場を設けている。1906年（明治39年）に愛知県下で行われた町村の再編により春木村は諸和村と合併して東郷村となり、従来の春木村の区域には大字春木が設けられた。江戸時代までの村名は各集落の通称として残り、現在でも傍示本区、祐福寺区、部田区として区の名称に見られる。

### 行政区画の変遷
- 1889年（明治22年）10月1日 - 町村制施行により春木村の区域をもって春木村が発足。
- 1906年（明治39年）5月10日 - 春木村と諸和村の新設合併により、東郷村が発足[5]。

## 教育
- 春木尋常小学校 - 諸和村との合併の翌年、諸和尋常小学校と合併して東郷尋常小学校（現：東郷町立東郷小学校）となる[7]。